# 2020年歐洲羽聯巡迴賽
2020年歐洲羽聯巡迴賽（BE Circuit 2020），是歐洲羽聯巡迴賽的第33個賽季。本賽季由2020年1月1日開始，至12月31日完結，在上述期間於歐洲進行的所有世界羽聯第三等別賽事（包括：國際挑戰賽、國際系列賽及未來系列賽）都屬於本年度巡迴賽的一部分。本年度包含36個比賽，但受到2019冠狀病毒病疫情影響，本賽季最終僅有8項賽事舉行，疫情爆發以來只有拉脫維亞國際賽、保加利亞國際賽和葡萄牙國際賽成功舉辦。

## 賽程
以下為歐洲羽聯公布的賽程：
| 日期     | 日期     | 賽事                         | 舉辦城市         | 賽事級別   |
| 開始     | 結束     | 賽事                         | 舉辦城市         | 賽事級別   |
| -------- | -------- | ---------------------------- | ---------------- | ---------- |
| 1月9日   | 1月12日  | 2020年愛沙尼亞羽毛球國際賽   | 塔林             | 國際系列賽 |
| 1月16日  | 1月19日  | 2020年瑞典羽毛球公開賽       | 乌普萨拉         | 國際系列賽 |
| 1月23日  | 1月26日  | 2020年冰島羽毛球國際賽       | 雷克雅維克       | 未來系列賽 |
| 2月19日  | 2月22日  | 2020年奧地利羽毛球公開賽     | 維也納           | 國際挑戰賽 |
| 2月26日  | 2月29日  | 2020年斯洛伐克羽毛球公開賽   | 特倫欽           | 未來系列賽 |
| 3月12日  | 3月15日  | 2020年捷克羽毛球國際賽       | 卡尔维纳         | 國際系列賽 |
| 3月26日  | 3月29日  | 2020年波蘭羽毛球公開賽       | 克拉科夫         | 國際挑戰賽 |
| 4月2日   | 4月5日   | 2020年芬蘭羽毛球公開賽       | 万塔             | 國際挑戰賽 |
| 4月8日   | 4月11日  | 2020年荷蘭羽毛球國際賽       | 韦斯特兰         | 國際系列賽 |
| 5月7日   | 5月10日  | 2020年丹麥羽毛球國際挑戰賽   | 法鲁姆           | 國際挑戰賽 |
| 5月13日  | 5月16日  | 2020年斯洛文尼亞羽毛球國際賽 | 梅德沃代         | 國際系列賽 |
| 6月4日   | 6月7日   | 2020年立陶宛羽毛球國際賽     | 帕內韋日斯       | 未來系列賽 |
| 6月10日  | 6月13日  | 2020年德國羽毛球國際賽       | 波恩             | 未來系列賽 |
| 6月18日  | 6月21日  | 2020年史泰利亞羽毛球國際賽   | 格拉茨           | 未來系列賽 |
| 7月16日  | 7月19日  | 2020年阿塞拜疆羽毛球國際賽   | 巴库             | 國際挑戰賽 |
| 8月10日  | 8月13日  | 2020年保加利亞羽毛球公開賽   | 索菲亞           | 國際系列賽 |
| 8月28日  | 8月30日  | 2020年拉脫維亞羽毛球國際賽   | 葉爾加瓦         | 未來系列賽 |
| 9月3日   | 9月6日   | 2020年烏克蘭羽毛球國際賽     | 哈爾科夫         | 國際系列賽 |
| 9月9日   | 9月12日  | 2020年比利時羽毛球國際賽     | 鲁汶             | 國際挑戰賽 |
| 9月17日  | 9月20日  | 2020年波蘭羽毛球國際賽       | 热舒夫           | 國際系列賽 |
| 9月23日  | 9月26日  | 2020年克羅地亞羽毛球國際賽   | 萨格勒布         | 未來系列賽 |
| 9月23日  | 9月26日  | 2020年西班牙羽毛球國際賽     | 马德里           | 國際挑戰賽 |
| 10月2日  | 10月4日  | 2020年保加利亞羽毛球國際賽   | 索菲亞           | 未來系列賽 |
| 10月8日  | 10月11日 | 2020年塞浦路斯羽毛球國際賽   | 尼科西亞         | 未來系列賽 |
| 10月15日 | 10月18日 | 2020年捷克羽毛球公開賽       | 布爾諾           | 國際系列賽 |
| 10月21日 | 10月24日 | 2020年以色列公開賽           | 夏瑣             | 未來系列賽 |
| 10月28日 | 10月31日 | 2020年匈牙利羽毛球國際賽     | 布達厄爾什       | 國際挑戰賽 |
| 11月5日  | 11月8日  | 2020年葡萄牙羽毛球國際賽     | 卡爾達斯達賴尼亞 | 國際系列賽 |
| 11月5日  | 11月8日  | 2020年挪威羽毛球國際賽       | 桑讷菲尤尔       | 國際系列賽 |
| 11月11日 | 11月14日 | 2020年愛爾蘭羽毛球公開賽     | 都柏林           | 國際系列賽 |
| 11月19日 | 11月22日 | 2020年蘇格蘭羽毛球公開賽     | 格拉斯哥         | 國際挑戰賽 |
| 11月19日 | 11月22日 | 2020年斯洛文尼亚羽毛球國際賽 | 布雷日采         | 未來系列賽 |
| 11月25日 | 11月29日 | 2020年白夜羽毛球賽           | 加特契纳         | 國際挑戰賽 |
| 11月25日 | 11月28日 | 2020年威爾斯羽毛球國際賽     | 加的夫           | 國際系列賽 |
| 12月3日  | 12月6日  | 2020年義大利羽毛球國際賽     | 米蘭             | 國際挑戰賽 |
| 12月14日 | 12月17日 | 2020年土耳其羽毛球公開賽     | 安卡拉           | 國際系列賽 |

## 優勝者
| 賽事           | 級別       | 男子單打           | 女子單打        | 男子雙打                    | 女子雙打                            | 混合雙打                            |
| -------------- | ---------- | ------------------ | --------------- | --------------------------- | ----------------------------------- | ----------------------------------- |
| 愛沙尼亞國際賽 | 國際系列賽 | 下農走             | 仁平菜月        | 江建苇 叶宏蔚               | 宮浦玲奈 尾崎沙織                   | 西川裕次郎 尾崎沙織                 |
| 瑞典公開賽     | 國際系列賽 | 維克多·斯文森      | 仁平菜月        | 江建葦 葉宏蔚               | 茱莉·芬尼-易普森 麥爾·蘇羅          | 西川裕次郎 尾崎沙織                 |
| 冰島國際賽     | 未來系列賽 | Fathurrahman Fauzi | Rachel Sugden   | Anton Monnberg Jesper Paul  | Asmita Chaudhari Pamela Reyes       | Alex Green 安妮·拉多                |
| 奧地利公開賽   | 國際挑戰賽 | 麦克斯·魏斯基申    | 仲井由希乃      | 亚历山大·邓恩 亚当·霍尔     | 矢﨑月子 横山恵里香                 | 葉普·貝伊 萨拉·伦高                 |
| 斯洛伐克公開賽 | 未來系列賽 | 揚·勞達            | 林芝昀          | 林上凱 曾敏豪               | 李佳馨 林芝昀                       | 盧明哲 吳玓蓉                       |
| 拉脫維亞國際賽 | 未來系列賽 | Mihkel Laanes      | Catlyn Kruus    | Mikk Järveoja Mihkel Laanes | 凱蒂-克雷特·馬蘭 赫莉娜·呂特爾      | Mihkel Laanes 赫莉娜·呂特爾         |
| 保加利亞國際賽 | 未來系列賽 | Luka Ban           | 琳達·塞奇妮     | 丹尼爾·尼科洛夫 伊萬·魯塞夫 | 加夫列拉·斯托伊娃 斯蒂法尼·斯托伊娃 | Iliyan Stoynov Hristomira Popovska  |
| 葡萄牙國際賽   | 國際系列賽 | 布里斯·利弗德斯    | 薩布麗娜·賈奎特 | 盧卡斯·科維 布里斯·利弗德斯 | Lauren Middleton 霍莉·紐沃爾        | 克里斯多福·格里姆利 埃莉諾·奧唐內爾 |

## 外部連結
- （英文）官方网站